# Makalata
Makalata là một chi động vật có vú trong họ Echimyidae, bộ Gặm nhấm. Chi này được Husson miêu tả năm 1978. Loài điển hình của chi này là Nelomys armatus (I. Geoffroy 1838) (= Echimys didelphoides Desmarest, 1817).

## Các loài
Chi này gồm các loài: